# سليمان الملا
سليمان راشد محمد عبد الله الملا (30 نوفمبر 1953 - 20 يوليو 2022)؛ ملحن، ومؤلف موسيقي، ومطرب كويتي.

## نشأته ودراسته وعمله
تخرج في عام 1972 من الكلية الصناعية بشهادة دبلوم صناعي، وفي العام نفسه عُيّن في وزارة التربية مهندس صوت في التلفزيون التعليمي.

## حياته الشخصية
متزوج وله خمسة أولاد أكبرهم معاذ وأصغرهم ناصر.

## الاتجاه إلى الفن
عشق سليمان الملا الفن منذ طفولته، وفي أثناء دراسته في الكلية الصناعية وفق بين الدراسة وتلقي الأصول الفنية، وبعد التخرج زاد اهتمامه بدراسة الموسيقى، بتشجيع من الفنان يوسف البكر، وهو عازف وأحد أقاربه من جهة والده. يذكر سليمان الملا أنه الوحيد من أسرته الذي سلك طريق الفن.
أجاد سليمان الملا العزف على آلتي العود والكمان إلى جانب الغناء والتلحين، وقد تتلمذ على يد أحمد علي، الخبير في الموسيقى والتراث الغنائي الكويتي، حيث ساهم في تطوير قدراته الفنية في العزف على آلة الكمان وكتابة النوته الموسيقية، وقد استفاد الملا من أسلوب وحرص أستاذه في التدريس. يقول سليمان الملا عن هذه المرحلة إنه استمر في العزف على الكمان طيلة عشرة أيام متصلة، فقال له أستاذه أحمد علي: «الآن تستطيع أن تكون بين عازفي فرقة إذاعة الكويت وتبهرهم بعزفك». وانخرط الملا في فرقة الإذاعة الموسيقية وبقي فيها ثماني سنوات، استفاد خلالها وأضاف إلى رصيده الفني اصطلاحات موسيقية.

## التلحين
دخل سليمان الملا مجال التلحين في سبعينيات القرن العشرين، وتقدم إلى وزارة الإعلام لنيل الإجازة أربع مرات، كانت الأولى في عام 1973، إلا إن عدم تخرجه من معهد موسيقي حال دون قبوله ملحنًا إلى أن أجيز لاحقً في عام 1978.
كانت أبرز ألحانه الأولى قبل أن ينال الإجازة في اللحين، أغتية «كشفوا سر الهوى» لفهد الماص في السبعينيات من كلمات الشاعر جمال الساير، فنجحت وحققت لهما شعبية في دولة الكويت وفي دول الخليج العربي. كذلك غنى له المطرب حمد سنان أغنيات عدة، من بينها: «غريبة»، و«معذبتي»، و«أنا لم أخنك»، ولحن لعبد المحسن المهنا أغنيته الشهيرة «فدوة لج» التي حققت له نجاحًا باهرًا. وللمطربة رباب أغنية «يا من كنت حبي» من كلمات عبد اللطيف البناي.

### ألحانه الأولى
بدأت المسيرة التلحينية لسليمان الملا بقوة بعد أن أجيز من قبل وزارة الإعلام ملحنًا. وكانت الأغنية الوطنية «الكويت ديرتنا» من الأغاني التي اشتهر بها سليمان الملا في بداية مسيرته التلحينية، إذ غنتها طالبات مدرسة «نصيرة بنت كعب» بمناسبة العيد الوطني العشرين.
في بداياته لحن أغان لفنانين رواد وشباب، فغنى له: مصطفى أحمد أغنيتين، الأولى وطنية من كلمات محمد محروس، والثانية عاطفية من كلمات يوسف المنيع، ولحن لعباس البدري، أغنيتين، الأولى «لا تردين» من كلمات الشاعر الغنائي فائق عبد الجليل، والثانية «أنا ناديت» من كلمات الشاعر الغنائي بدر بورسلي، ولحن لعادل البشير، أغنية «أحلى شفايف» من كلمات الشاعر الغنائي مبارك الحديبي، التي سُجلت في القاهرة. وغنى له المطرب غريد الشاطئ، أحد نجوم الأغنية الكويتية في ستينيات وسبعينيات القرن العشرين، أغنية «بانتظارك» من كلمات الشاعر جميل ربيع.

### الثمانينيات
في عام 1980، لحن لفيصل عبد الله أغنية «لا تظلميني» من كلمات عبد الخضر عباس، وبعدها بعام لحن لمبارك المعوق أغنية رياضية من كلمات سلطان عبد الله السلطان. وغنى له في عام 1982، المطرب عبد المحسن المهنا أغنية «ويلي» من كلمات محمد محروس، ومصطفى أحمد أغنية «علامك» من كلمات ناشي الحربي، وعاد ولحن لمبارك المعتوق أغنيتين من كلمات ناشي الحربي أيضًا، هما «لا تنشدين» و«ضاع أمري».
وفي عام 1983 سجل سليمان الملا ثلاثة ألحان في القاهرة، اثنان للمطرب الشهيد أحمد عبد الله، عضو فرقة التلفزيون للفنون، كتب كلماتهما محمد محروس، أما الأغنية الثالثة فكانت للمطرب عبد الكريم عبد القادر، وكانت بعنوان «مقبول عذرك» من كلمات ناشي الحربي. وفي نفس العام، غنت له الفنانة رباب «هنيالك» من كلمات عبد اللطيف البناي. كذلك لحن لعبد الله الرويشد في بداياته أغنية «البارحة في خاطري»، وهي سامرية من كلمات عبد الله الخراز، ومن المطربين الشباب غنى له عبد الله اشير أغنية عاطفية من كلمات مبارك الحديبي، ومن نجوم الثمانينيات غنى له نبيل شعيل «يبقى السماح» من كلمات عبد اللطيف البناي، كذلك غنى له المطرب مصطفى أحمد «يا قوى صبري» من كلمات سلطان عبد الله السلطان الذي استخدم فيها مفردات باللهجة الليبية،
في عام 1984، لحن لعبد الله الرويشد أغنية «أسكت ولا كلمة» من كلمات مبارك الحديبي، ولغريد الشاطئ أغنية «طالعتني»، وهي لمبارك الحديبي أيضًا، ولنبيل شعيل أغنية «أيا سمره» من كلمات مبارك الحديبي، ولمصطفى أحمد أغنيتين، الأولى من كلمات بدر بورسلي، والثانية «عزمت» من كلمات مبارك الحديبي.
في عام 1985، لحن أولى قصائده الغنائية «أمي يا حبيبة» من كلمات سامي العلي، وفي العام نفسه لحن أعمال متعددة لعدد من المطربين، منهم للمطرب الإماراتي عبد الله بالخير، حيث قدم له أغنيتين إحداهما «طير يا طير» من كلمات إبراهيم جمعة. وللمطرب محمد البناي «شخبارك» في أول تعاون بينهما من كلمات مبارك الحديبي، وللمطرب عادل عبد الله أغنية «حبك تغنى» لمبارك الحديبي أيضًا.
في عام 1986، غنت له الفنانة رباب مجموعة من الألحان، من بينها: أغنية من كلمات ماجد السلطان، «صورة» من كلمات ساير الساير، «عزيز الروح» من كلمات ساهر. وكذلك وقع اختيار الفنان محمد البلوشي على أغنية «مريت» من كلمات مبارك الحديبي.

### وطن النهار
تعد أغنية وطن النهار الأغنية الوطنية الكويتية التي بثت بعد تحرير الكويت، أشهر عمل من ألحان سليمان الملا، حيث حقق مع الشاعر بدر بورسلي وعبد الكريم عبد القادر نجاحًا كبيرًا، بلغ أن أصبح اسم هذا العمل لقبًا للكويت، ونشيدًا وطنيًا ينشده طلاب المدارس بمناسبة عيد التحرير سنويًا.

## الغناء
في عام 1985 غنى سليمان الملا على العود أغان كان قد لحنها لعبد الكريم عبد القادر، عبد الله الرويشد، نبيل شعيل وذلك خلال مقابلات وحوارات أجريت معه في إذاعة الكويت وفي مناسبات عدة، فلقي تشجيعًا لمواصلة الغناء، خاصة بعد أن تردد في خوض مجال الغناء، لكن عضويته في جمعية الفنانين الكويتيين ساعدته على لقاء شعراء ومطربين ساهموا فشجعوه على الغناء.
عرف الجمهور سليمان الملا مطربًا من خلال أغنيتين وطنيّتين، حققتا شهرة كبيرة، وهي «يا نبع الوفا الصافي» و«وين أرضك وين سماك» من كلمات ماجد السلطان. ثم غنى سليمان الملا من ألحانه أكثر من أغنية عاطفية منها: «طال بعده» و«مستانس» من كلمات مبارك الحديبي، «خفيف الظل» من كلمات ساهر.
تضمن أول ألبوم غنائي قدمه الملا أغنيات عدة من تلحينه، من بينها: «شتبي أكثر» من كلمات عبد اللطيف البناي، «چان زين» من كلمات مبارك الحديبي، «من وقت لوقت»، من كلمات سامي العلي، كذلك غنى أغنية من ألحان الموسيقار غنام الديكان وكلمات مبارك الحديبي، وأغنية «لا تجاملني» من ألحان محمد الرويشد وكلمات ساهر، وأغنية «أعز الناس» من ألحان راشد الخضر.

## وفاته
توفي سليمان الملا في يوم الأربعاء 21 ذو الحجة 1443 هـ الموافق 20 يوليو 2022 عن عمر ناهز 69 عامًا بعد أن أدخل إلى مستشفى جابر الأحمد إثر تدهور حالته الصحية.